# 环齿口钩虫属
环齿口钩虫属（学名：Cyclodontostomum）为钩口线虫科的一个属。

## 下属物种
本属包括以下物种：
- 鼠环齿口钩虫 Cyclodontostomum purvisi Adams, 1933